# Paedalgus pisinnus
Paedalgus pisinnus är en myrart som beskrevs av Bolton och Robert Belshaw 1993. Paedalgus pisinnus ingår i släktet Paedalgus och familjen myror. Inga underarter finns listade i Catalogue of Life.